# Ел Сентро (Калифорнија)
Ел Сентро (енгл. El Centro) град је у америчкој савезној држави Калифорнија. По попису становништва из 2010. у њему је живело 42.598 становника.

## Демографија
Према попису становништва из 2010. у граду је живело 42.598 становника, што је 4.763 (12,6%) становника више него 2000. године.
| Група             | 2000.          | 2010.          |
| Белци             | 6.837 (18,1%)  | 5.758 (13,5%)  |
| Афроамериканци    | 1.195 (3,2%)   | 1.081 (2,5%)   |
| Азијати           | 1.324 (3,5%)   | 965 (2,3%)     |
| Хиспаноамериканци | 28.219 (74,6%) | 34.751 (81,6%) |
| Укупно            | 37.835         | 42.598         |